# Notfeuer

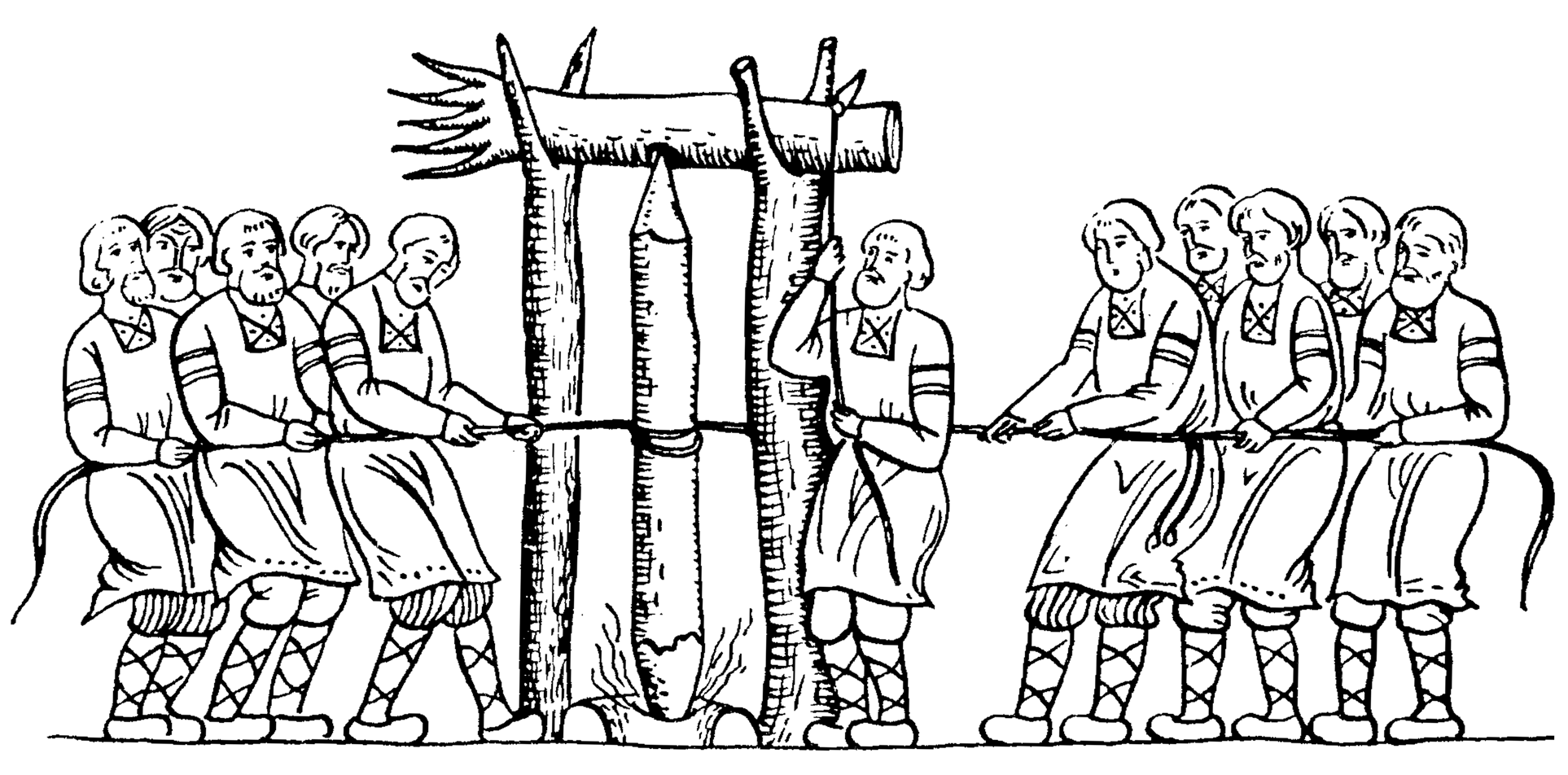
Die Entzündung eines Notfeuers: Gezeichnete Darstellung nach A.P. Lyavdansky (1928)

Das Notfeuer war im germanischen Kult ein Feuer, das ursprünglich angezündet wurde, wenn eine Seuche unter Menschen oder beim Vieh ausgebrochen war. 
Das Not- oder Nodfeuer wird als Niedfyr oder Nodfyr („Reibefeuer“, vom althochdeutschen hniudan „reiben“, also durch Reibung von trockenem Holz entstandenes Feuer) bereits im 8. Jahrhundert erwähnt und hat sich bis ins 20. Jahrhundert erhalten. Aus den bei besonderer Veranlassung entzündeten Feuern entwickelte sich ein alljährlich wiederkehrendes Notfeuer, das zum Beginn des Sommers angebrannt wurde, wo sich nach dem Volksglauben Drachen und böse Geister in der Luft aufhielten. Dies wurde dann in vielen Gegenden auf den Johannistag festgesetzt und daraus entstanden die so genannten Johannisfeuer, die auch oft Notfeuer genannt wurden.